# Leonor González Mina
Leonor González Mina (Jamundí, 16 de junho de 1934 – Cáli, 27 de novembro de 2024) foi uma cantora, atriz, folclorista e representante na Câmara afro-colombiana, conhecida como La Negra Grande de Colombia. Ela já incursionou em ritmos como boleros, pasillos, bambucos, ritmos do Caribe e do Pacífico.

## Vida pessoal
Foi filha de caucanos, sua mãe era dona de casa e evangélica, seu pai era agricultor de cacau e católico; Leonor foi a penúltima de nove irmãos. Passou 19 anos casada com o músico e compositor Esteban Cabezas Rher mas o casamento acabou por várias traições de seu marido. Tiveram dois filhos: Juan Camilo (administrador de empresas) e Candelario (músico), falecido na Itália aos 35 anos devido a um aneurisma. Só tem uma neta, Juana Cabezas.
Leonor morreu no dia 27 de novembro de 2024, aos 90 anos.

## Carreira profissional
Sua história na música começou aos 18 anos, quando decidiu sair da sua casa sem avisar; após 6 meses participou como bailarina no balé de Delia Zapata Olivella e seu irmão Manuel, atuando diante de um auditório em Paris. Com eles realizou atuações em países como China, União Soviética, Alemanha, entre outros da Europa. Ao chegar a Colômbia produziu seu primeiro LP chamado "Cantos de mi tierra y de mi raza". Já gravou mais de 30 discos, participando inclusive do Festival da OTI em 1975 com a música "Campesino de ciudad", para depois se tornar famosa por sucessos como "Mi Buenaventura", "Yo me llamo Cumbia", "El alegre pescador", "Chocoanita" e "Mi cafetal".
Já gravou em séries de televisão muito recordadas em seu país e inclusive já esteve sob as ordens de Bernardo Bertolucci. Se dedicou a realizar seu trabalho social em Robles, no Valle del Cauca.

## Ativismo político
Participou das eleições para o Congresso em 1998, foi eleita Representante da Câmara por Bogotá com 23.908 (pelo Partido Liberal Colombiano). Em 2006 se lançou novamente pelo Movimento Analdic (lista de comunidades negras feita sem voto preferencial), obtendo 2.315 votos.